# Anna de Noailles

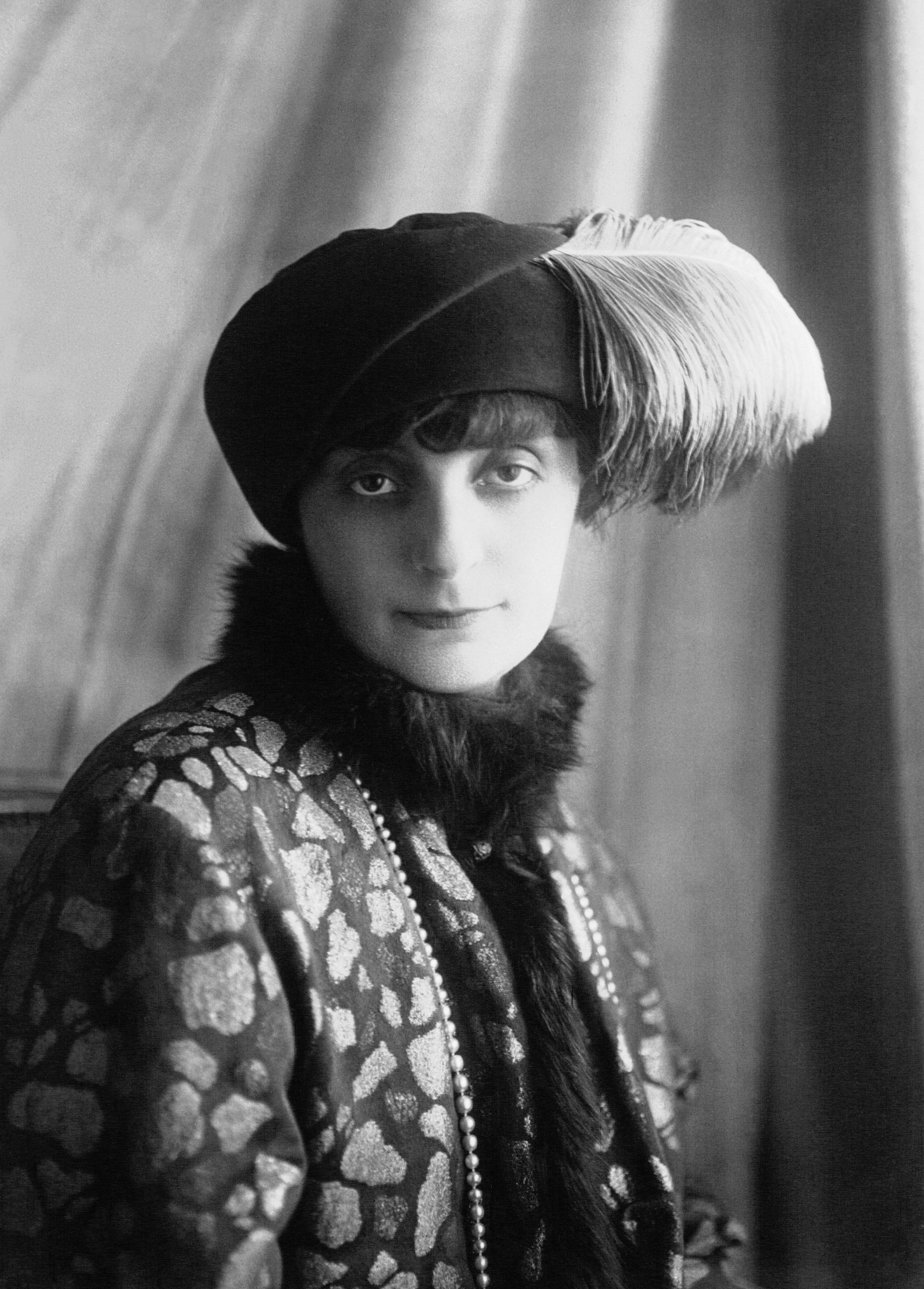
Anna de Noailles (1922)

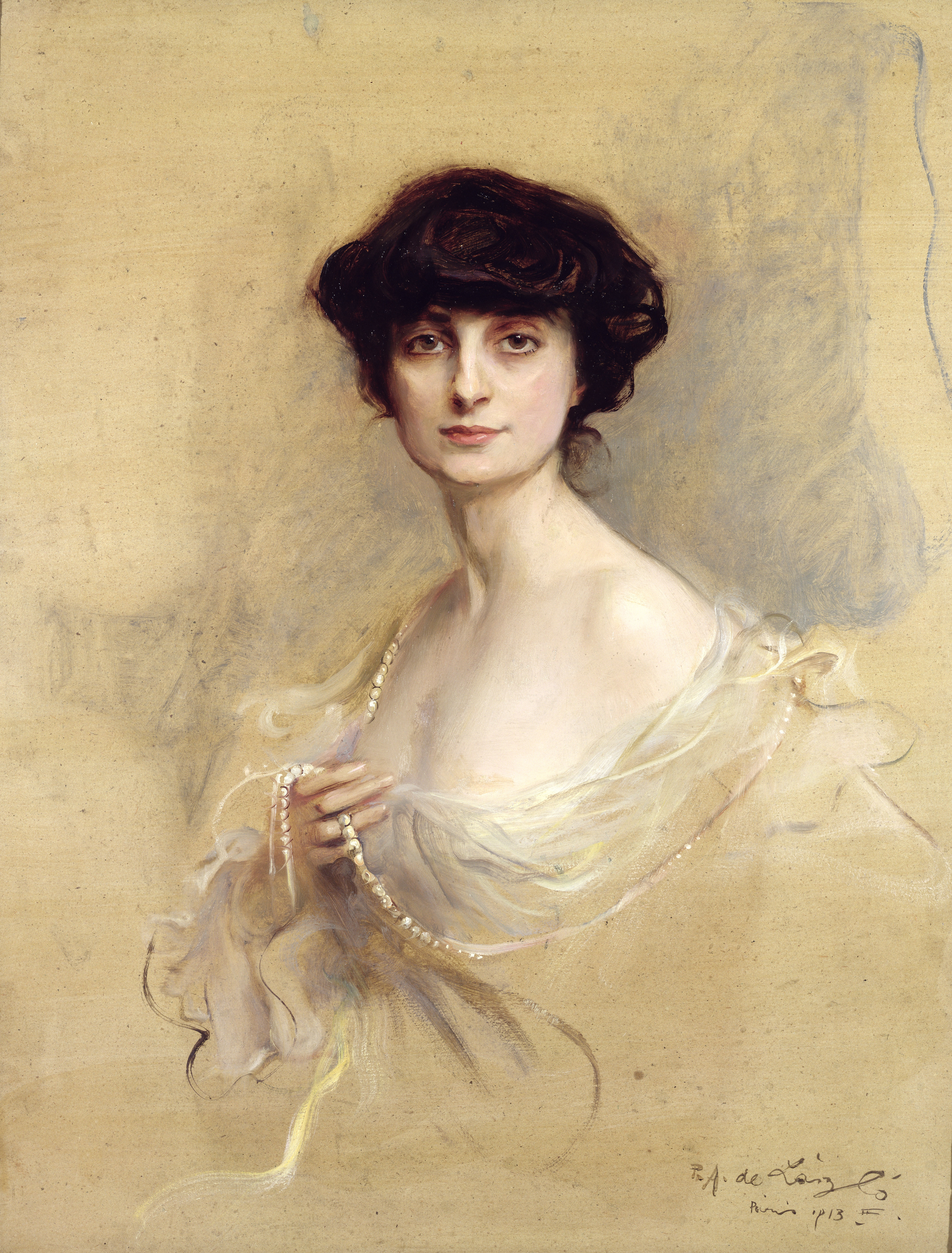
Philip Alexius de László: Anna-Elisabeth, Comtesse de Noailles, Öl auf Leinwand, 1913

Anna Élisabeth Bibesco de Brancovan, verh. Comtesse de Noailles (* 15. November 1876 in Paris; † 30. April 1933 ebenda) war eine französische Schriftstellerin rumänischer Abstammung, die sich vor allem als Lyrikerin betätigte.

## Leben

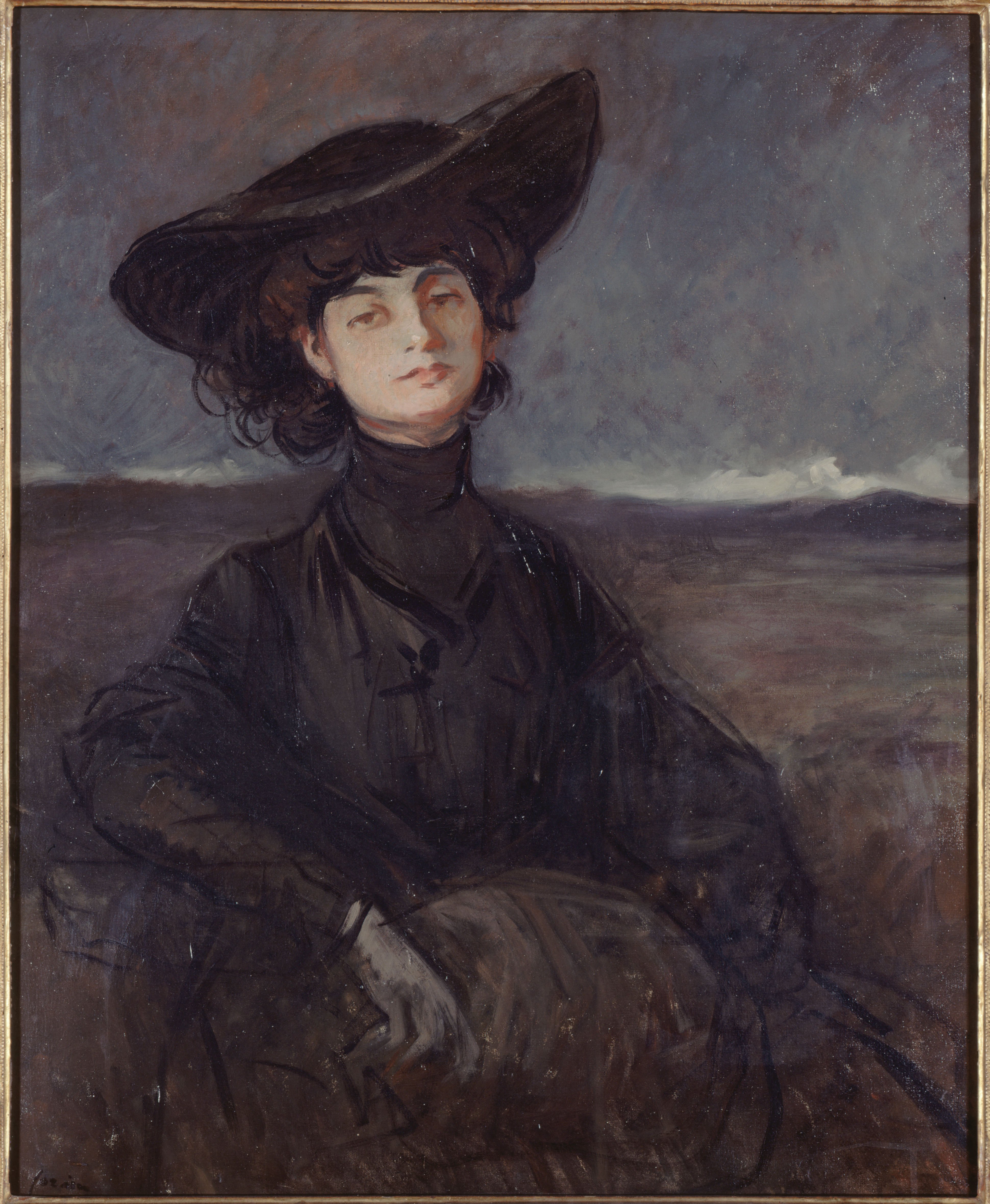
Jean-Louis Forain: Anna-Elisabeth, Comtesse de Noailles, Öl auf Leinwand, um 1914

Anna Élisabeth Bibesco de Brancovan war Tochter des Bojaren Grégoire Bibesco-Bassaraba de Brancovan (Sohn des Fürsten Gheorghe Bibescu) und der griechischstämmigen Helena Ralouka Musuruş-Paşa.
Ihr Urgroßvater, Stefan Vogorides (rumänisch: Ştefan Vogoride), auch Stephaniki, Bei von Samos genannt, war im Jahr 1821 stellvertretender Machthaber (Kaymakam) des damals unter türkischer Oberhoheit stehenden Fürstentums Moldau, das sich 1859 mit dem Fürstentum Walachei zum Fürstentum und späteren Königreich Rumänien zusammenschloss.
Anna wuchs auf im Schoss ihrer traditionell frankophilen Familie in Paris und wurde ausschließlich von Gouvernanten und Hauslehrern mit Hilfe der väterlichen Bibliothek unterrichtet. Sie war oft zugegen in dem Salon, den ihre Mutter im Stadtpalais der Brancovans führte. Schon mit 13 Jahren schrieb sie leidenschaftliche Gedichte.
Im Jahre 1897 heiratete sie in Paris Mathieu Fernand Frédéric Pascal, Comte [Graf] de Noailles (1873–1942); damit heiratete sie in eine der prestigeträchtigsten Familien Frankreichs ein. Aus der Ehe, die allen Berichten zufolge glücklich verlief, ging ein Sohn hervor, Anne Jules (1900–1979).
25-jährig veröffentlichte Anna de Noailles 1901 den ersten einer langen Reihe von Gedichtbänden. Die Dichterkollegen, allen voran Marcel Proust, den sie seit 1893 kannte, aber auch der Komponist Reynaldo Hahn und die Schauspielerin Sarah Bernhardt waren hingerissen von der Bildersprache und der Ausdruckskraft der Gedichte, die für heutige Leser allerdings vielleicht zu sehr dem blumigen Stil der Zeit entsprechen.

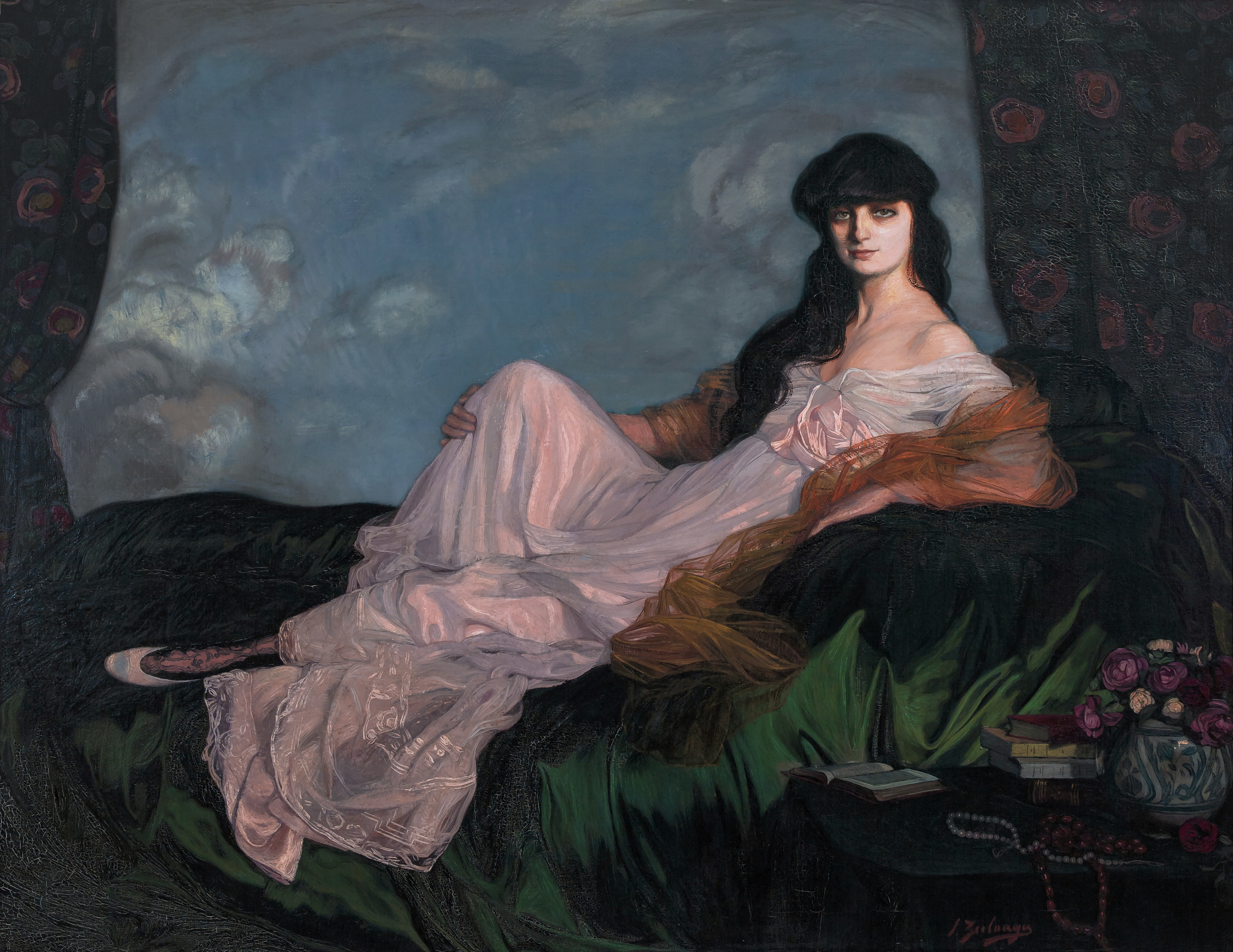
Ignacio Zuloaga: Comtesse Mathieu de Noailles

In dem Literarischen Salon der schönen Comtesse verkehrte bald die geistige Elite ihrer Zeit, unter anderem Francis Jammes, Paul Claudel, Colette, André Gide, Frédéric Mistral, Robert de Montesquiou, Paul Valéry, Jean Cocteau, Alphonse Daudet, Pierre Loti und Max Jacob.
Ab Anfang der 1920er Jahre war sie durch eine tückische Krankheit zunehmend ans Bett gefesselt und musste ihre gesellschaftlichen Aktivitäten radikal reduzieren. Ihre Schaffenskraft blieb jedoch bis zu ihrem Tod im April 1933 ungebrochen. Anna Élisabeth, Comtesse de Noailles wurde auf dem Pariser Friedhof Père-Lachaise bestattet. Ihr Herz wurde auf dem kleinen Friedhof von Amphion-les-Bains beigesetzt.

## Auszeichnungen
- 1910 Literaturpreis der Académie Française
- 1921 Aufnahme in die Académie Royale Belge de Langue et de Littérature Françaises
- 1921 Mitglied in der kleinen Académie des Jeux Floraux de Toulouse
- 1931 Commandeur de la Légion d'Honneur

## Werke (Auswahl)
| - 1901 Le Cœur innombrable - 1902 L'ombre des jours - 1903 La Nouvelle Espérance - 1904 Le Visage émerveillé - 1905 La Domination - 1907 Les Eblouissements - 1913 Les Vivants et les Morts - 1913 De la Rive d'Europe à la rive d'Asie - 1920 Les Forces Eternelles - 1921 A Rudyard Kipling | - 1922 Discours à l'Académie belge - 1923 Les Innocentes ou la sagesse des femmes - 1924 Poème de l'Amour - 1926 Passions et Vanités - 1927 L'Honneur de souffrir - 1929 Poèmes d'Enfance - 1930 Choix de Poésies - 1932 Le Livre de ma Vie - 1933 Derniers Vers - 1934 Derniers Vers et Poèmes d'Enfance |

- Autobiografie, in: Elga Kern (Hrsg.): Führende Frauen Europas. München, 1929, S. 256f.